# Schillerdenkmal (Altenburg)

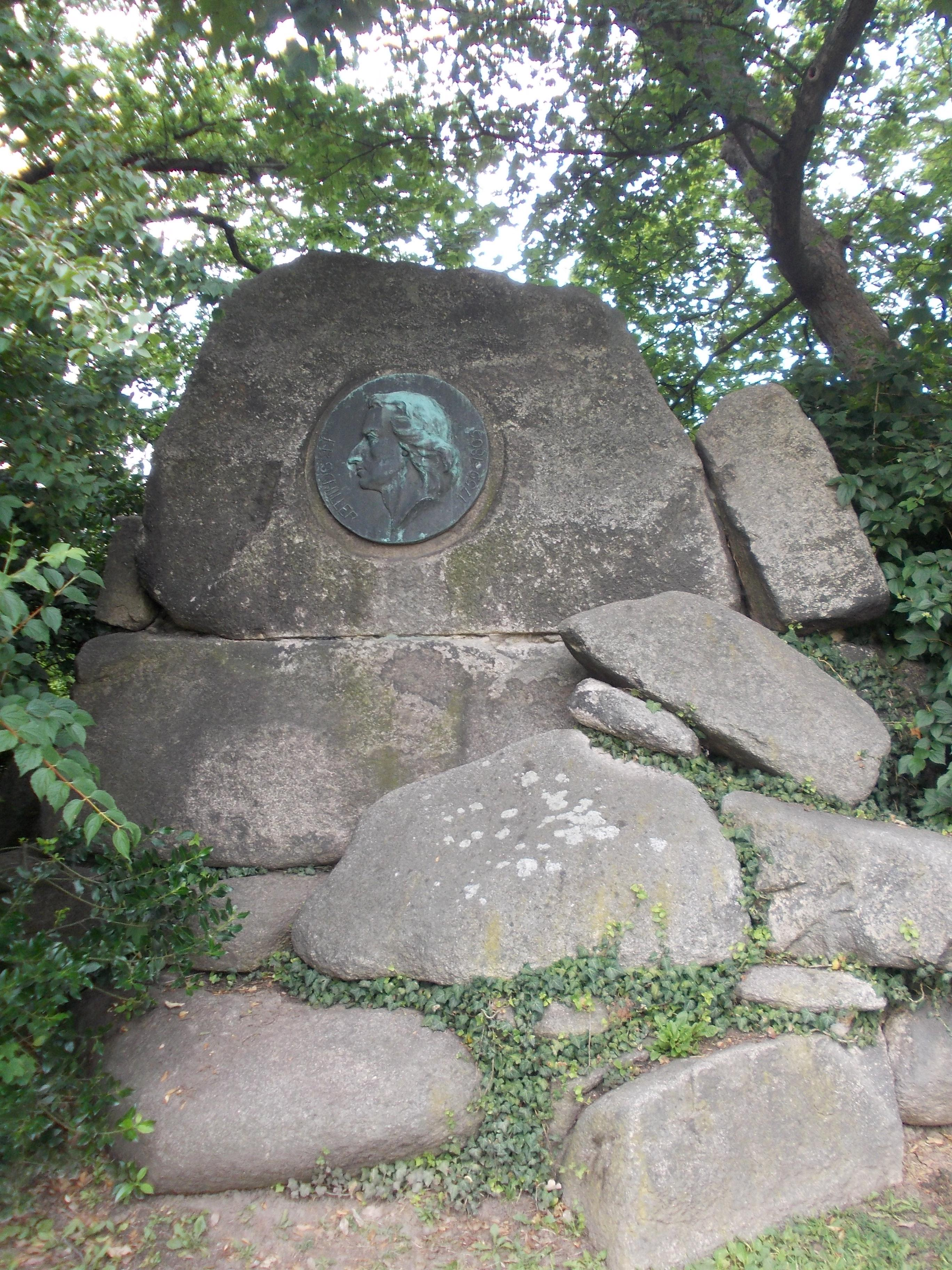
Schillerdenkmal in Altenburg

Im thüringischen Altenburg unweit des Lindenaumuseums im Schlossgarten gibt es ein Schillerdenkmal.
Dieses Denkmal ist mit einem Relief des Dichters Friedrich Schiller in Bronze versehen. Das Relief ist auf aufgeschichteten Granitfindlingen angebracht. Dieses entstand 1906. Im Jahre 1805 verstarb der Dichter in Weimar. Zu seinem 100. Todestag entstand es. Es wurde von dem Architekten Max Goldmann errichtet. Die einheimische Bildhauerin Annemarie Haase fertigte das Relief.
Das Relief hat folgende Inschrift.
```
   FR. SCHILLER
   1759 - 1805
```